# Ninet Sinaii
Ninet Sinaii es una epidemióloga estadounidense de ascendencia armenia. Es epidemióloga del personal del Servicio de Bioestadística y Epidemiología Clínica (BCES) del Centro Clínico de los Institutos Nacionales de Salud.

## Primeros años y educación
Sinaii es armenia y americana. Su familia se mudó de Irán a Alemania y luego a Estados Unidos. Conoció la epidemiología y la salud pública durante su tercer año en el extranjero, en Inglaterra. Sinaii recibió su licenciatura en psicobiología del Occidental College . Obtuvo una Maestría en Salud Pública en Epidemiología y Bioestadística de la Escuela de Salud Pública del Instituto Milken y su Ph.D. en epidemiología de la Facultad de Artes y Ciencias de Colombia.

## Carrera
Sinaii ha estado en los Institutos Nacionales de Salud desde 2000, primero como becaria predoctoral en el Instituto Nacional de Salud Infantil y Desarrollo Humano Eunice Kennedy Shriver, y desde 2006, como epidemióloga de planta en el Servicio de Bioestadística y Epidemiología Clínica (BCES). en el Centro Clínico de los Institutos Nacionales de Salud . En BCES, Sinaii ha colaborado en una amplia gama de actividades de investigación y diseños de estudios que involucran los campos de epidemiología hospitalaria y enfermedades infecciosas, bioética, endocrinología pediátrica y de adultos, salud de la mujer y otras afecciones agudas y crónicas. Es coautora de docenas de artículos revisados por pares que se pueden buscar en PubMed y es miembro de la Sociedad de Investigación Epidemiológica. Además, participa en la enseñanza auxiliar epidemiológica/estadística de estudiantes de posgrado, residentes y becarios de medicina y otros; participa en proyectos comunitarios de salud pública; y es un representante designado del Centro Clínico en el Comité Coordinador de Investigación en Prevención.Sinaí está casada y tiene hijos. Fue esposa de un militar durante 15 años. Sinaí es cristiana y políglota.